# Megadendromus nikolausi
Megadendromus nikolausi es una especie de roedor de la familia Nesomyidae. Es el único miembro del género monotípico Megadendromus.

## Distribución geográfica
Se encuentran sólo en Etiopía.

## Hábitat
Su hábitat natural son: zonas subtropicales o tropicales a gran altitud matorrales.

## Estado de conservación
Se encuentra amenazada de extinción por la pérdida de su hábitat natural.